# Linda Haglundová
Linda Haglundová (* 15. června 1956 – 21. listopadu 2015) byla švédská atletka, sprinterka.
V roce 1976 se stala halovou mistryní Evropy v běhu na 60 metrů. O dva roky později získala stříbrnou medaili na halovém evropském šampionátu v běhu na 60 metrů a v létě obsadila rovněž druhé místo v běhu na 100 metrů na pražském evropském šampionátu. Další dvě stříbrné medaile v běhu na 60 metrů vybojovala na evropských halových šampionátech v letech 1980 a 1981. Na olympiádě v Moskvě v roce 1980 obsadila ve finále běhu na 100 metrů čtvrté místo.